# 905682004 GV
(90568) 2004 GV9 هو جرم وراء نبتوني وجسم حزام كايبر كلاسيكي وفقا لقائمة مركز الكواكب الصغيرة. وكوكب قزم مرجح جدا . تم اكتشافه في 13 أبريل 2004 من قبل مشروع تعقب الأجرام القريبة من الأرض. قطره 680±34 كـم وقد تم حساب االقطر من عمليات رصد مقراب سبيتزر الفضائي ومقراب هيرشل الفضائي
يشير تحليل سعة المنحنى الضوئي إلى انحرافات صغيرة فقط، مما يشير إالى إحتمالية أن (90568) GV9 كروي الشكل مع بقع بياض صغيرة، وبالتالي كوكب قزم.

## وصلة خارجية
- 905682004 GV في قاعدة بيانات مختبر الدفع النفاث لأجرام النظام الشمسي الصغيرة

- الاكتشاف · مخطط المدار ·  العناصر المدارية · المعلمات المادية